# Musculdy
Musculdy település Franciaországban, Pyrénées-Atlantiques megyében. Lakosainak száma 225 fő (2022. január 1.). Musculdy Aussurucq, Ordiarp, Pagolle és Saint-Just-Ibarre községekkel határos.

## Népesség
A település népességének változása:
| Lakosok száma | 235  | 238  | 240  | 236  | 237  | 236  | 234  | 229  | 225  |
|               | 2013 | 2015 | 2016 | 2017 | 2018 | 2019 | 2020 | 2021 | 2022 |